# Vetenskapsåret 1776

## Händelser
- Adam Smiths bok Wealth of nations ges ut för första gången. Boken blir en grundstomme för nationalekonomin.
- James Cook inleder sin resa för att utforska Stilla havet.
- James Keir menar att en del bergarter bildats genom kristallisering av flytande lava.
- Den första volymen av Edward Gibbons bok Romerska rikets nedgång och fall ges ut.

## Pristagare
- Copleymedaljen: James Cook, brittisk kommendörkapten och forskningsresande

## Födda
- 4 februari - Gottfried Reinhold Treviranus (död 1837), tysk biolog.
- 14 februari - Christian Gottfried Daniel Nees von Esenbeck (död 1858), tysk botaniker.
- 1 april - Sophie Germain (död 1831), fransk matematiker.
- 2 augusti - Friedrich Stromeyer (död 1835), tysk kemist, upptäckare av kadmium.
- 6 augusti - Amedeo Avogadro (död 1856), italiensk kemist.

## Avlidna
- 18 februari – Anne Monson (född 1726), brittisk botaniker.
- 13 juni - William Battie (född 1703 eller 1704), engelsk psykiater.
- 20 juni - Benjamin Huntsman (född 1704), engelsk uppfinnare och fabrikör.
- 17 november - James Ferguson (född 1710), skotsk astronom.